# Deseo carnal
Deseo carnal es el segundo álbum de estudio de Alaska y Dinarama, publicado el 27 de septiembre de 1984 por Hispavox y EMI. Producido por NIck Patrick, la obra está compuesta por un balance de varios géneros musicales: entre disco, rock, synth pop y balada. Las letras de algunas canciones de este álbum están inspiradas en Tus zonas erróneas de Wayne Dyer, según reconoció Carlos Berlanga. 
Este álbum fue uno de los más vendidos por el grupo en España batiendo un récord de ventas durante 1984. En él se incluyen los más exitosos sencillos del grupo como «Ni tú ni nadie» (1985).

## Antecedentes y grabación
Llegó el momento de la creación de un nuevo álbum. Alaska logró integrarse nuevamente al grupo, y con las nuevas canciones, se dieron cuenta de la necesidad de una producción diferente a la del trabajo anterior. En su afán por mejorar el sonido, buscaron la colaboración de nuevos músicos, entre los que se encontraban Luis Miguélez, encargado de la guitarra, y "Toti" Árboles, quien asumió la batería. En cuanto a la producción, contemplaron inicialmente a Tino Casal, pero finalmente optaron por una dirección más internacional. Su deseo fue ser producidos por Zeus B. Held, reconocido productor de Dead or Alive, aunque el elevado coste de su caché impidió que esta opción se materializara. La misma suerte corrió con Stock, Aitken & Waterman, célebres por su trabajo con Kylie Minogue, entre otros artistas. Finalmente, la elección recayó sobre Nick Patrick, productor de diversas bandas británicas.   
La grabación del disco tuvo lugar durante el verano de 1984, y a la percusión se sumó la incorporación de Roberto Timanà Allen. Además, se realizaron arreglos de cuerdas y viento bajo la dirección de Tom Parker, optando por un sonido influenciado por el estilo de Filadelfia, enriquecido con sofisticados arreglos orquestales.  

## Lanzamiento y promoción
El disco, compuesto por diez canciones, salió a la venta en septiembre, coincidiendo en el tiempo con el estreno de La bola de cristal, el programa de TVE presentado por Alaska, que rápidamente se convirtió en un fenómeno de culto. La portada, de notable repercusión mediática, fue diseñada por Studio Gatti. En ella, Alaska abraza a un hombre de torso desnudo y cuerpo musculoso, cuyo rostro permanece oculto, ya que posa de espaldas. Según se ha relatado en algunos medios, el hombre era un modelo fotográfico extranjero que había alcanzado cierta notoriedad en la época. A pesar de su impresionante físico, mantuvo una actitud bastante reservada y distante con Alaska durante la sesión.

### Sencillos
«Cómo pudiste hacerme esto a mí», el primer single del álbum, se convirtió rápidamente en número uno, manteniéndose en los primeros puestos de ventas y en las listas de radio fórmulas hasta principios de 1985. Incluyó como lado B la canción «Tormento». Además, se publicó en formato de maxisencillo, donde el lado A presentó una versión Re-Mix del tema principal, mientras que el Lado B incluyó como temas adicionales «Tormento» y «De sol a sol» (Instrumental). Como consecuencia, el álbum también ingresó con fuerza en las listas de superventas, ascendiendo progresivamente hasta alcanzar el número uno a finales de año, convirtiéndose en un éxito masivo.
Tras una intensa campaña de promoción durante septiembre y octubre, Alaska viajó a México para promover el lanzamiento del disco en los meses de noviembre y diciembre. A su regreso a España, recibió el disco de oro y aprovechó la ocasión para continuar grabando La bola de cristal y lanzar el nuevo single «Ni tú ni nadie», que resultó ser un éxito aún mayor que el anterior. En el lado B del sencillo se incluyó una canción inédita titulada «Jaime y Laura». Además, en el maxisencillo se presentaron las versiones extendidas de ambos temas: «Ni tú ni nadie» y «Jaime y Laura». Durante todo el invierno, Alaska recorrió América para promocionar el disco en los países donde había sido editado. Paralelamente, grabó las canciones del programa, cuyo disco se lanzó en el otoño de 1985. Se organizó una gira de verano que incluyó más de cien conciertos por toda España, con algunas actuaciones internacionales. Debido a razones personales, Carlos Berlanga no participó en todos los conciertos, por lo que Víctor Coyote asumió su sustitución. También se incorporó un nuevo saxofonista, llamado George. 
En el verano de 1985, se lanzó el tercer sencillo, «Un hombre de verdad», que contó con una cara B especial en la que colaboraron Latinos Unidos en el tema «Huracán mejicano». Como era de esperar, este single también se convirtió en un éxito. Durante el invierno, iniciaron la gira por América, llevando su música a los países del continente. Al finalizar el año 1985, se calculó que el álbum había vendido más de un millón de copias en España y más de dos millones y medio a nivel mundial.

## Lista de canciones
- "Deseo carnal" (edición LP-casete, 1984)

| Lado A |                                  |          |  |
| N.º    | Título                           | Duración |  |
| 1.     | «Cómo pudiste hacerme esto a mí» | 04:05    |  |
| 2.     | «Isis»                           | 03:36    |  |
| 3.     | «Ni tú ni nadie»                 | 03:35    |  |
| 4.     | «Sólo por hoy»                   | 03:15    |  |
| 5.     | «Falsas costumbres»              | 03:50    |  |

| Lado B |                       |          |  |
| N.º    | Título                | Duración |  |
| 1.     | «Un hombre de verdad» | 04:30    |  |
| 2.     | «La decisión»         | 03:28    |  |
| 3.     | «Deseo carnal»        | 03:43    |  |
| 4.     | «Víctima de un error» | 03:00    |  |
| 5.     | «Carne, huesos y tú»  | 03:22    |  |

- "Edición CD-album.[8]

| Deseo carnal (1988) |                                  |          |  |
| N.º                 | Título                           | Duración |  |
| 1.                  | «Cómo pudiste hacerme esto a mí» | 04:05    |  |
| 2.                  | «Isis»                           | 03:36    |  |
| 3.                  | «Ni tú ni nadie»                 | 03:35    |  |
| 4.                  | «Sólo por hoy»                   | 03:15    |  |
| 5.                  | «Falsas costumbres»              | 03:50    |  |
| 6.                  | «Un hombre de verdad»            | 04:30    |  |
| 7.                  | «La decisión»                    | 03:28    |  |
| 8.                  | «Deseo carnal»                   | 03:43    |  |
| 9.                  | «Víctima de un error»            | 03:00    |  |
| 10.                 | «Carne, huesos y tú»             | 03:22    |  |

- Digipack (2 CD's) Edición especial para coleccionistas / 2006.

| Deseo carnal: CD-1 |                                  |          |  |
| N.º                | Título                           | Duración |  |
| 1.                 | «Cómo pudiste hacerme esto a mí» | 04:05    |  |
| 2.                 | «Isis»                           | 03:36    |  |
| 3.                 | «Ni tú ni nadie»                 | 03:35    |  |
| 4.                 | «Sólo por hoy»                   | 03:15    |  |
| 5.                 | «Falsas costumbres»              | 03:50    |  |
| 6.                 | «Un hombre de verdad»            | 04:30    |  |
| 7.                 | «La decisión»                    | 03:28    |  |
| 8.                 | «Deseo carnal»                   | 03:43    |  |
| 9.                 | «Víctima de un error»            | 03:00    |  |
| 10.                | «Carne, huesos y tú»             | 03:22    |  |

| Deseo carnal: CD-2 | |          |  |
| N.º                | Título | Duración |  |
| 1.                 | «Ni tú, ni nadie (Remix 2006)» (Remezcla producida por Spam)                                                                           | 4:28     |  |
| 2.                 | «Cómo pudiste hacerme esto a mí (Carlos Jean remix)» (Remezcla producida por Carlos Jean)                                              | 4:53     |  |
| 3.                 | «Isis (Spam remix)» (Remezcla producida por Spam)                                                                                      | 5:51     |  |
| 4.                 | «Carne, huesos y tú (Cycle remix)» (Remezcla producida por David Kane)                                                                 | 3:00     |  |
| 5.                 | «Un hombre de verdad (Acid remix)» (Remezcla producida por Spunky)                                                                     | 9:43     |  |
| 6.                 | «Ni tú, ni nadie (versión supersingle)» (Remezcla producida por Spam)                                                                  | 5:34     |  |
| 7.                 | «Un hombre de verdad (Pop remix)» (Remezcla producida por Spunky)                                                                      | 4:36     |  |
| 8.                 | «Cómo pudiste hacerme esto a mí (Re-Mix)» (Grabación original incluida en el Maxi-single 549.138 Cómo pudiste hacerme esto a mi, 1984) | 5:40     |  |
| 9.                 | «Ni tú, ni nadie (Re-Mix)*» (Grabación original incluida en el Maxi-single 549.167 Ni tú, ni nadie, 1985)                              | 6:06     |  |
| 10.                | «Un hombre de verdad (versión nueva)» (Grabación original incluida en el sencillo promocional 088 Un hombre de verdad, 1985)           | 4:06     |  |
| 11.                | «De sol a sol (instrumental)» (Grabación original incluida en el Maxi-single 549.138 Cómo pudiste hacerme esto a mi, 1984)             | 2:10     |  |
| 12.                | «Jaime y Laura**» (Grabación original incluida en el Maxi-single 549.167 Ni tú ni nadie, 1985)                                         | 6:33     |  |
| 13.                | «Ni tú, ni nadie (versión demo)» | 2:58     |  |
| 14.                | «Carne, huesos y tú (versión demo)» | 2:33     |  |

NOTA: CD-2 (edición para coleccionistas)

* "Ni tú ni nadie" (6:33): por la duración del tema se trata de la versión maxi o extendida a pesar de que en la contraportada del Maxi-single no hay una coletilla entre paréntesis que especifique de qué versión de la que se trata. La versión original o versión-álbum tiene una duración de 3:35.
** "Jaime y Laura" (6:33): se trata de la versión maxi y en el Maxi-single donde originalmente viene publicada no se especifica la versión, sólo aparece el título del tema. La versión original tiene una duración de 4:17 y viene incluida en el Lado B del Single 445 215 "Ni tú ni nadie".

## Personal
- Bajo: Ignacio Canut.
- Batería: Jorge "Toti" Árboles.
- Percusión: Roberto Timanà Allen.
- Guitarras: Luis Miguelez.
- Guitarras, voz y coros: Carlos Berlanga.
- Teclados: Marcos Mantero.
- Teclados adicionales: Tom Parker.
- Saxofón: Ron Asprew.
- Voz y coros: Alaska.

- Letra y música en todos los temas: Carlos García Berlanga e Ignacio Canut.
- Arreglos: Dinarama.
- Arreglos de viento y cuerda: Tom Parker.
- Productor y director: Nick Patrik.

- Portada: Studio Gatti.
- Fotos: Javier Vallhonrat.
- Fotógrafo (interior del libreto): Julio Limia.

Grabado en Estudios Hispavox (Madrid).
Mezclado en Estudios Utopia (Londres).
- Asistente de Mezcla: Chris Sheldon.
- Asistente de Grabación: Raúl Marcos.

Una producción HISPAVOX realizada y dirigida por Nick Patrick.